# Роберт Кардаш'ян
Роберт Джордж Кардаш'ян (англ. Robert George Kardashian; 22 лютого 1944, Лос-Анджелес — 30 вересня 2003, Лос-Анджелес) — американський юрист вірменського походження. Здобув популярність завдяки тому, що був адвокатом і другом скандально відомого футболіста О. Джей Сімпсона.

## Біографія
Роберт Кардаш'ян народився в сім'ї успішних підприємців в Лос-Анджелесі. Його прадід і прабабуся, Сем і Харом Кардашови, були вірменами з Карської області, що емігрували в США. Його сім'я займалася м'ясоконсервним бізнесом, але Роберт вирішив стати адвокатом і здобув 1967 року ступінь доктора юриспруденції в юридичній школі університету Сан-Дієго. Він попрацював за фахом близько 10 років, а потім пішов у бізнес. До адвокатської практики повернувся тільки після початку справи О. Джей Сімпсона в 1995 році.
30 вересня 2003 року, у віці 59 років Роберт Кардаш'ян помер від раку стравоходу.

### Родина
У період з 1978 по 1990 рік був одружений з Кріс Дженнер, у цьому шлюбі у них народилися три дочки: Кортні, Кім і Хлої, а також син — Роберт Кардаш'ян-молодший.
У жовтні 2007-го, через чотири роки після смерті Роберта Кардаш'яна, в ефір американського кабельного телеканалу E!  було запущено реаліті-шоу під назвою «Сімейство Кардаш'ян» за участю дітей і колишньої дружини.

### Справа Сімпсона
Відразу після вбивства Ніколь Сімпсон (колишньої дружини О. Джей Сімпсона) і Рональда Голдмана (її друга) О. Джей Сімпсон жив у будинку Кардаш'яна, звідки втік від поліції. Кардаш'яна помітили з сумкою Сімпсона того дня, коли останній прилетів з Чикаго. Прокурор використовував цей факт у звинуваченні, припустивши, що у валізі могли перебувати докази на Сімпсона: одяг або знаряддя вбивства, але це обвинувачення так і не було доведено, а зроблена через кілька місяців перевірка сумки також не внесла ясності.
Очікувалося, що Сімпсон здасться поліції 17 червня 1994 року, однак цього не сталося, а Кардаш'ян зачитав перед присутніми репортерами лист Сімпсона для ЗМІ, який інтерпретували як передсмертну записку.
Уперше Кардаш'ян і Сімпсон зустрілися під час гри в теніс на початку 1970-х і стали близькими друзями. Коли Сімпсона звинуватили у вбивстві, минуло майже 20 років відтоді, як Кардаш'ян був востаннє в залі суду і його адвокатська ліцензія була прострочена на три роки. А проте Кардаш'ян поновив ліцензію, щоб включитися в роботу в справі Сімпсона, і з ініціативи останнього став головним адвокатом у його справі.
Через деякий час після завершення справи Сімпсона, Кардаш'ян відкрито висловив сумнів у невинності Сімпсона, що на якийсь час ускладнило його відносини з підзахисним. Однак згодом Кардаш'ян і Сімпсон знову зблизилися, а після його смерті Сімпсон зазначив: «Роб був поруч, коли я найбільше потребував».